# Schamil Schamschatdinowitsch Chissamutdinow
Schamil Schamschatdinowitsch Chissamutdinow (russisch Шамиль Шамшатдинович Хисамутдинов, tatarisch Шамил Шәмсетдин улы Хисаметдинов, * 20. September 1950 in Uslowaja, Oblast Tula, Russische SFSR) ist ein ehemaliger sowjetischer Ringer. Er war Olympiasieger 1972 in München im griechisch-römischen Stil im Leichtgewicht.

## Werdegang
Chissamutdinow ist tatarischer Herkunft und stammt aus der Oblast Tula. Er begann 1963 als Jugendlicher mit dem Ringen. Er entwickelte sich rasch zu einem hervorragenden Ringer im griechisch-römischen Stil und wurde, nachdem sein Talent erkannt worden war, zum Sportclub "Spartak" Moskau delegiert. Dort fand er hervorragende Trainingsbedingungen vor und erhielt in Nikolai Parchomenko, einem sehr erfolgreichen früheren Schwergewichtsringer, einen hervorragenden Trainer.
Seinen ersten großen Erfolg feierte er im Jahre 1971 mit dem Sieg bei der V. Völkerspartakiade der Sowjetunion. Er gewann dort im griechisch-römischen Stil im Leichtgewicht vor Umerow und Moloschdin. 1972 wurde er bei den Olympischen Spielen in München eingesetzt. Er war dort in hervorragender Form und wurde mit sechs Siegen Olympiasieger. Unter den von ihm dort besiegten Ringern waren u. a. die Weltklasseathleten Stojan Apostolow aus Bulgarien, Simion Popescu aus Rumänien und Andrzej Supron aus Polen.
Außerordentlich erfolgreich war er auch im Jahre 1973, als er gleich drei große internationale Titel gewann: Er wurde Weltmeister in Teheran, Europameister in Helsinki und Studenten-Weltmeister in Moskau. Bei diesen Meisterschaften blieb er in 17 Kämpfen unbesiegt und gewann u. a. über Nedko Nedew aus Bulgarien, Sreten Damjanović aus Jugoslawien, Lars-Erik Skiöld aus Schweden, Antal Steer aus Ungarn, Andrzej Supron und Heinz-Helmut Wehling aus der DDR.
1974 wurde er nur bei der Europameisterschaft in Madrid eingesetzt, wo er wiederum siegte. Bei der Weltmeisterschaft war er  verletzt und wurde von Nelson Dawidjan sehr erfolgreich ersetzt. 1975 war er bei der Weltmeisterschaft in Minsk wieder am Start und gewann nach 1973 seinen zweiten WM-Titel. Seine härtesten Konkurrenten waren dabei Heinz-Helmut Wehling, Andrzej Supron und Binjo Tschifudow aus Bulgarien. Chissamutdinow setzte sich gegen diese Ringer aber sicher durch.
Den letzten Start bei einer internationalen Meisterschaft absolvierte er bei der Europameisterschaft 1976 in Leningrad. Er befand sich dabei mit sechs Siegen, u. a. über Manfred Schöndorfer aus der BRD, Heinz-Helmut Wehling und Ștefan Rusu aus Rumänien, klar auf Titelkurs, als er im Finale sensationellerweise gegen Lars-Erik Skiöld verlor und mit dem dritten Platz zufrieden sein musste. Er fand deshalb keine Berücksichtigung in der sowjetischen Mannschaft für die Olympischen Spiele in Montreal. Dort wurde Suren Nalbandjan eingesetzt.
Insgesamt gesehen war die Karriere von Chissamutdinow außerordentlich erfolgreich. Bei den sieben internationalen Meisterschaften, bei denen er startete, verlor er nur einen Kampf, eben den gegen Skiöld. Er wurde Olympiasieger, Welt- und Europameister. Nach 1976 beendete Chissamutdinow seine Laufbahn als aktiver Ringer. Er absolvierte eine Trainerausbildung und ist heute in Moskau als Ringertrainer tätig.

## Internationale Erfolge
(OS = Olympische Spiele, WM = Weltmeisterschaft, EM = Europameisterschaft, GR = griech.-röm. Stil, Le = Leichtgewicht, We = Weltergewicht, damals bis 68 kg bzw. 74 kg Körpergewicht)
- 1971, 3. Platz, "Nikola-Petrow"-Turnier in Warna, GR, Le, hinter Stojan Apostolow, Bulgarien u. Jürgen Hähnel, DDR;
- 1972, 1. Platz, "Nikola-Petrow"-Turnier in Sofia, GR, Le, vor Stojan Apostolow u. Binjo Tschifudow, bde. Bulgarien;
- 1972, 1. Platz, "Göteborg"-Cup, GR, Le, vor Jan Karlsson, Schweden und Veikko Lavonen, Finnland;
- 1972, Goldmedaille, OS in München, GR, Le, mit Siegen über Mohamed Gaber, Ägypten, Simion Popescu, Rumänien, Seyit Hisirli, Türkei, Andrzej Supron, Polen, Stojan Apostolow u. Gian-Matteo Ranzi, Italien;
- 1973, 1. Platz, EM in Helsinki, GR, Le, mit Siegen über Lars-Erik Skiöld, Schweden, Tage Weirum, Dänemark, Nedko Nedew, Bulgarien, Ibrahim Arslan, Türkei, Andrzej Supron und Sreten Damjanović, Jugoslawien;
- 1973, 1. Platz, Studenten-WM in Moskau, GR, Le vor Konstantin Trajkow, Bulgarien, Jürgen Hähnel, T. Horvath, Rumänien u. I. Nemeth, Ungarn;
- 1973, 1. Platz, WM in Teheran, GR, Le, mit Siegen über Antal Steer, Ungarn, Heinz-Helmut Wehling, DDR, Lars-Erik Skiöld, Nedko Nedew, Manfred Schöndorfer, BRD u. Sreten Damjanovic;
- 1974, 1. Platz, Turnier in Klippan/Schweden, GR, We, vor Stanisław Krzesiński, Polen, Jan Karlsson, Schweden und Anatoli Bykow, UdSSR;
- 1974, 1. Platz, EM in Madrid, GR, Le, mit Siegen über Joel Bozouet, Frankreich, Viktor Meier, Schweiz, Manfred Schöndorfer, Erol Mutlu, Türkei, Heinz-Helmut Wehling, Lars-Erik Skiöld u. Andrzej Supron;
- 1975, 1. Platz, WM in Minsk, GR, Le, mit Siegen über Henri Vaknin, Israel, Stefanos Ioannidis, Griechenland, Patrick Marcy, USA, Heinz-Helmut Wehling, Takeshi Kobayashi, Japan, Andrzej Supron u. Binjo Tschifudow;
- 1976, 3. Platz, EM in Leningrad, GR, Le, mit Siegen über Markku Yli-Isotalo, Finnland, Mustafa Er, Türkei, Pavel Ehrlich, CSSR, Manfred Schöndorfer, Ștefan Rusu, Rumänien, Heinz-Helmut Wehling u. einer Niederlage gegen Lars-Erik Skiöld